# Triaenopodium pyriformis
Triaenopodium pyriformis is een hooiwagen uit de familie Trionyxellidae.